# Girijaya (Cibinong)
Girijaya is een bestuurslaag in het regentschap Cianjur van de provincie West-Java, Indonesië. Girijaya telt 4565 inwoners (volkstelling 2010).